# Marele Premiu al Belgiei din 2024
Marele Premiu al Belgiei din 2024 (cunoscut oficial ca Formula 1 Rolex Belgian Grand Prix 2024) a fost o cursă auto de Formula 1 ce s-a desfășurat pe 28 iulie 2024 pe Circuitul Spa-Francorchamps din Stavelot, Belgia. Cursa a fost cea de-a paisprezecea etapă a Campionatului Mondial de Formula 1 FIA din 2024.
Max Verstappen a stabilit cel mai bun timp în calificări, dar a fost retrogradat pe locul 11 în urma unei penalizări pe grilă, Charles Leclerc moștenind pole position-ul în locul său. George Russell de la Mercedes a trecut primul linia de sosire, dar a fost descalificat după cursă deoarece mașina sa nu a îndeplinit cerința de greutate minimă. Cursa a fost câștigată de coechipierul lui Russell, Lewis Hamilton, obținând a doua sa victorie a sezonului, în fața lui Oscar Piastri de la McLaren și Charles Leclerc de la Ferrari.

## Context
Zona DRS de la intrarea în virajul 5 a fost scurtată cu 75 de metri.
Furnizorul de anvelope Pirelli a adus compușii de anvelope C2, C3 și C4 (denumiți duri, medii și, respectiv, moi) pentru ca echipele să le folosească la eveniment.

## Calificări
Calificările au avut loc pe 27 iulie 2024, începând cu ora locală 16:00 CEST (UTC+2), ora 17:00 EEST.
| Poz.                  | Nr. | Pilot            | Constructor                  | Timpi calificări | Timpi calificări | Timpi calificări | Grila finală |
| Poz.                  | Nr. | Pilot            | Constructor                  | Q1               | Q2               | Q3               | Grila finală |
| --------------------- | --- | ---------------- | ---------------------------- | ---------------- | ---------------- | ---------------- | ------------ |
| 1                     | 1   | Max Verstappen   | Red Bull Racing-Honda RBPT   | 1:54,938         | 1:53,837         | 1:53,159         | 11           |
| 2                     | 16  | Charles Leclerc  | Ferrari                      | 1:55,349         | 1:54,193         | 1:53,754         | 1            |
| 3                     | 11  | Sergio Pérez     | Red Bull Racing-Honda RBPT   | 1:55,139         | 1:54,470         | 1:53,765         | 2            |
| 4                     | 44  | Lewis Hamilton   | Mercedes                     | 1:55,692         | 1:54,037         | 1:53,835         | 3            |
| 5                     | 4   | Lando Norris     | McLaren-Mercedes             | 1:55,582         | 1:54,358         | 1:53,981         | 4            |
| 6                     | 81  | Oscar Piastri    | McLaren-Mercedes             | 1:54,835         | 1:54,136         | 1:54,027         | 5            |
| 7                     | 63  | George Russell   | Mercedes                     | 1:55,353         | 1:54,095         | 1:54,184         | 6            |
| 8                     | 55  | Carlos Sainz Jr. | Ferrari                      | 1:55,169         | 1:54,112         | 1:54,477         | 7            |
| 9                     | 14  | Fernando Alonso  | Aston Martin Aramco-Mercedes | 1:55,489         | 1:54,258         | 1:54,765         | 8            |
| 10                    | 31  | Esteban Ocon     | Alpine-Renault               | 1:55,417         | 1:54,460         | 1:54,810         | 9            |
| 11                    | 23  | Alexander Albon  | Williams-Mercedes            | 1:55,722         | 1:54,473         | N/A              | 10           |
| 12                    | 10  | Pierre Gasly     | Alpine-Renault               | 1:54,911         | 1:54,635         | N/A              | 12           |
| 13                    | 3   | Daniel Ricciardo | RB-Honda RBPT                | 1:55,451         | 1:54,682         | N/A              | 13           |
| 14                    | 77  | Valtteri Bottas  | Kick Sauber-Ferrari          | 1:55,531         | 1:54,764         | N/A              | 14           |
| 15                    | 18  | Lance Stroll     | Aston Martin Aramco-Mercedes | 1:56,072         | 1:55,716         | N/A              | 15           |
| 16                    | 27  | Nico Hülkenberg  | Haas-Ferrari                 | 1:56,308         | N/A              | N/A              | 16           |
| 17                    | 20  | Kevin Magnussen  | Haas-Ferrari                 | 1:56,500         | N/A              | N/A              | 17           |
| 18                    | 22  | Yuki Tsunoda     | RB-Honda RBPT                | 1:56,593         | N/A              | N/A              | 20           |
| 19                    | 2   | Logan Sargeant   | Williams-Mercedes            | 1:57,230         | N/A              | N/A              | 18           |
| 20                    | 24  | Zhou Guanyu      | Kick Sauber-Ferrari          | 1:57,775         | N/A              | N/A              | 19           |
| Regula 107%: 2:02,873 |     |                  |                              |                  |                  |                  |              |
| Sursa:                |     |                  |                              |                  |                  |                  |              |

Note
- ^1 – Max Verstappen a primit o penalizare de zece locuri pe grila de start pentru depășirea cotei sale de componente ale motorului cu combustie internă.[9]
- ^2 – Yuki Tsunoda a fost nevoit să pornească din partea din spate a grilei de start pentru depășirea cotei sale de elemente de motorizare.[9]
- ^3 – Zhou Guanyu a primit o penalizare de trei poziții pe grila de start pentru împiedicarea lui Max Verstappen în Q1. El a câștigat o poziție conform penalizării lui Yuki Tsunoda.[9]
- ^4 – Deoarece calificările au avut loc pe o pistă umedă, regula 107% nu a fost în vigoare.[10]

## Cursa
Cursa a avut loc pe 28 iulie 2024, începând cu ora locală 15:00 CEST (UTC+2), ora 16:00 EEST, și a durat 44 de tururi.
| Poz.                                                                               | Nr. | Pilot            | Constructor                  | Tururi | Timp/Abandon       | Grilă | Puncte |
| ---------------------------------------------------------------------------------- | --- | ---------------- | ---------------------------- | ------ | ------------------ | ----- | ------ |
| 1                                                                                  | 44  | Lewis Hamilton   | Mercedes                     | 44     | 1:19:57,566        | 3     | 25     |
| 2                                                                                  | 81  | Oscar Piastri    | McLaren-Mercedes             | 44     | +0,647             | 5     | 18     |
| 3                                                                                  | 16  | Charles Leclerc  | Ferrari                      | 44     | +8,023             | 1     | 15     |
| 4                                                                                  | 1   | Max Verstappen   | Red Bull Racing-Honda RBPT   | 44     | +8,700             | 11    | 12     |
| 5                                                                                  | 4   | Lando Norris     | McLaren-Mercedes             | 44     | +9,324             | 4     | 10     |
| 6                                                                                  | 55  | Carlos Sainz Jr. | Ferrari                      | 44     | +19,269            | 7     | 8      |
| 7                                                                                  | 11  | Sergio Pérez     | Red Bull Racing-Honda RBPT   | 44     | +42,669            | 2     | 7      |
| 8                                                                                  | 14  | Fernando Alonso  | Aston Martin Aramco-Mercedes | 44     | +49,437            | 8     | 4      |
| 9                                                                                  | 31  | Esteban Ocon     | Alpine-Renault               | 44     | +52,026            | 9     | 2      |
| 10                                                                                 | 3   | Daniel Ricciardo | RB-Honda RBPT                | 44     | +54,400            | 13    | 1      |
| 11                                                                                 | 18  | Lance Stroll     | Aston Martin Aramco-Mercedes | 44     | +1:02,485          | 15    |        |
| 12                                                                                 | 23  | Alexander Albon  | Williams-Mercedes            | 44     | +1:03,125          | 10    |        |
| 13                                                                                 | 10  | Pierre Gasly     | Alpine-Renault               | 44     | +1:03,839          | 12    |        |
| 14                                                                                 | 20  | Kevin Magnussen  | Haas-Ferrari                 | 44     | +1:06,105          | 17    |        |
| 15                                                                                 | 77  | Valtteri Bottas  | Kick Sauber-Ferrari          | 44     | +1:10,112          | 14    |        |
| 16                                                                                 | 22  | Yuki Tsunoda     | RB-Honda RBPT                | 44     | +1:16,211          | 20    |        |
| 17                                                                                 | 2   | Logan Sargeant   | Williams-Mercedes            | 44     | +1:25,531          | 18    |        |
| 18                                                                                 | 27  | Nico Hülkenberg  | Haas-Ferrari                 | 44     | +1:28,307          | 16    |        |
| Ab                                                                                 | 24  | Zhou Guanyu      | Kick Sauber-Ferrari          | 5      | Hidraulice         | 19    |        |
| DSC                                                                                | 63  | George Russell   | Mercedes                     | 44     | Mașină subgreutate | 6     |        |
| Cel mai rapid tur: Sergio Pérez (Red Bull Racing-Honda RBPT) – 1:44,701 (turul 44) |     |                  |                              |        |                    |       |        |
| Sursa:                                                                             |     |                  |                              |        |                    |       |        |

Note
- ^1 – Include un punct pentru cel mai rapid tur.[13]
- ^2 – George Russell a terminat pe primul loc, dar a fost descalificat deoarece mașina sa nu a îndeplinit limita minimă legală de greutate.[15]

## Clasamentele campionatelor după cursă
|        | Poz. | Pilot            | Pct. |
| ------ | ---- | ---------------- | ---- |
|        | 1    | Max Verstappen   | 277  |
|        | 2    | Lando Norris     | 199  |
|        | 3    | Charles Leclerc  | 177  |
| 1      | 4    | Oscar Piastri    | 167  |
| 1      | 5    | Carlos Sainz Jr. | 162  |
| Sursa: |      |                  |      |

|        | Poz. | Constructor                  | Pct. |
| ------ | ---- | ---------------------------- | ---- |
|        | 1    | Red Bull Racing-Honda RBPT   | 408  |
|        | 2    | McLaren-Mercedes             | 366  |
|        | 3    | Ferrari                      | 345  |
|        | 4    | Mercedes                     | 266  |
|        | 5    | Aston Martin Aramco-Mercedes | 73   |
| Sursa: |      |                              |      |

- Notă: Doar primele cinci locuri sunt prezentate în ambele clasamente.